# 鷺舞

津和野町・津和野大橋北側の鷺舞の像

鷺舞（さぎまい）とは主として八坂信仰の神社にて奉納される伝統舞踊。島根県津和野町及び京都市の八坂神社で奉納されるものが著名である。
津和野町のものは「津和野弥栄神社の鷺舞」として国の重要無形民俗文化財に指定されている（1994年〈平成6年〉）。

## 歴史
鷺舞の源流は八坂神社の祇園祭にて奉納されたもので、中国の七夕伝説を端緒にするものとされる。また、名前は鷺舞であるが、この鷺とは歌詞（後述）にもあるように、鵲であるともされる。鵲は七夕伝説に於いて、牽牛と織女のため、天の川に桟を渡した存在であり、歌詞もその伝承に因んだものである（後述）。しかしながら、京都では鵲は飛来してこないため鵲という存在を知らず、そのため鵲とは鷺の一種であろうと笠を被った白鷺をカササギに見立てたものとされている。鵲の姿が黒色(胴と風切羽の一部は白、翼の縁は青)であるのに対し、姿が白いのはそのためである。
津和野の鷺舞は山口祇園会を経て伝習されたもので、1542年（天文11年）、時の城主、吉見大蔵正頼が大内義興の息女を迎え入れたことで、彼女の疫病除けを祈念して始められた。その後、戦乱の世に伴って一旦廃絶するものの、1645年（正保元年）に亀井茲政が坂田屋兵左衛門ならびに野村仁左衛門の二人を京都に派遣、鷺舞を直接習得させたことで、津和野では以後四百年に亘る年月の間、一度も廃絶することなく連綿と奉納され続けることになった。もっとも、その間、様式が変わったり、様々な儀式やならわしなどが簡略化されるなどしており、完全にありのままの形が継承されているわけではないが、貴重な文化遺産であるとして、1994年に国の重要無形民俗文化財に指定された。
一方の本家、八坂神社では絢爛豪華な山鉾や傘鉾巡行に圧されるような形で存在感が薄くなっていき、江戸時代中期には廃絶の憂き目にあった。その後は、戦後になるまで奉納はされなくなっていたが、1956年（昭和31年）、祇園会保存会の一員でもあり、狂言師でもある木村正雄が逆に津和野の鷺舞を習得したことで復活、再び奉納されるようになった。今日ではそのほか、山口市（山口祇園祭鷺の舞）、秋田県潟上市（飯田川鷺舞まつり…1984年〈昭和59年〉より）、浅草寺（浅草寺白鷺の舞…1968年〈昭和43年〉より）などでも奉納されている。

## 津和野の鷺舞
今日、一般に鷺舞といえば、津和野の鷺舞を指すことが多い。

### 日程、行程
津和野の鷺舞が奉納されるのは弥栄神社の例祭「祇園御神事」に倣って、伝統的には毎年7月20日と7月27日に決められており、鷺舞の行事は「頭屋」と呼ばれる者が行事の一切を執り行うしきたり（これを当屋制という）となっている。頭屋（とうや）は舞いを奉納する主役であり、これに舞いを演じる舞方他、お囃子のための楽器をかき鳴らす囃方、唄を唄う唄方、行列を守護する警固など20人で行列を構成し、祭礼を引き立てる。彼らも頭屋に含まれ、区別するために鷺舞頭屋と呼ばれることがある。
まず、頭屋が八坂神社の神木に注連縄を奉納した後に、20日の未明に頭屋がふれ太鼓を叩きながら「頭屋におじゃれや、ふれ太鼓をたたかしょう」と大声で呼び歩くことで祭りはスタートする。後に頭屋と鷺舞頭屋が頭屋屋敷と呼ばれる場所（現在は町民センターが該当し、御旅所と称する）に集合し、祭壇の前で儀式を執り行う。儀式が終わると祭りは本番を迎え、弥栄神社に舞いを奉納して神輿を迎えに行ってから、神輿を先頭に鷺を筆頭とする舞方、囃方などを連れた行列が、町内各所で舞を奉納しながら市街を練り歩く。そして、最後に頭屋で舞いを終えると鷺は一旦御旅所に帰り、渡御を終える。
一週間後の27日は還御の日であり、再度神輿の御供をしながら（ルートは若干異なる）、弥栄神社へ帰り、最後に社殿の前で舞いを奉納してから、全てを納める。その後、神社境内にて笠砕という者が、翌年の頭屋を決めるための引き継ぎを行う。翌年の頭屋は鷺が舞い込むのを待つため、舞い込み頭屋と呼ばれる。
尚、各場所における舞は10分ほどであり、それを一日10-11箇所で行う。鷺舞は津和野の風物詩ともいわれ、1983年（昭和58年）からは観光振興の一環として、間の24日にも舞いが奉納されるようになり、弥栄神社境内とJR津和野駅前で行われる。
鷺舞に因み、女子らによる「子さぎ踊り」も奉納されるが、歴史は浅く1958年（昭和33年）より子供達に伝統行事に関心を持って欲しいという願いから始められたものである。かつて子鷺も神輿渡御に倣って練り歩いていたが、現在は行列に加わっていない。子さぎ踊りは地元小学校の3年生-6年生の女子児童が選ばれる。
また、この鷺舞に関連して6月30日には弥栄神社にて茅の輪くぐりが行われ、その後、頭屋によって今年の鷺舞における日程などが打ち合わせられる。

### 行列の構成
舞方
鷺…雌雄の鷺1人ずつ。頭は桐、羽根は大小39枚の白い檜で作られており、計15キログラムにも達する。雄は嘴を開き、雌は嘴を閉じているところから鷺の雌雄を見分ける。それを身に纏ったまま、長い道中を練り歩くため、重労働である（そのため、大人の男性が役を担う）。
棒振、鞨鼓…鷺役と共に舞いを奉納する。
囃方
太鼓、鐘、鼓、笛…各2人ずつ
唄方
唄を唄う。6人
頭屋
祭礼の進行役。
警固
行列の守護役。

### 歌詞
唄方が唄う歌詞である
橋の上におりた　鳥はなん鳥
かわささぎの　かわささぎの
ヤーかわささぎ　さぎが橋を渡した
さぎが橋を渡した
時雨の雨に　ぬれとりとり
ヤーかわささぎ　さぎが橋を渡した
さぎが橋を渡した
前述したように、この歌詞は七夕伝説がモチーフとなっており、かわささぎとは鵲とされる。

## 八坂神社の鷺舞
八坂神社の祇園祭における鷺舞神事は前述したように、江戸中期に廃絶しており、1956年（昭和31年）、木村正雄により復興されたものである。宵山の16日と山鉾巡行・神幸祭の17日、花傘巡行・還幸祭の24日の3日間八坂神社境内で奉納されている。しかし、豪華絢爛な山鉾巡行や花傘の陰に隠れてしまっており、鷺舞保存会と神社、氏子組織の対立が深まったため、2006年（平成18年）以降は実施されていない。ただし、代わりに小学生の少年少女が舞う「小鷺踊り」が奉納されている。

## 飯田川鷺舞まつり
秋田県潟上市（旧飯田川町）で行われる。藩主佐竹義隆が創建した下虻川神明社に遡源するといわれるものを、1984年（昭和59年）に観光振興のために復興したものである。

## 浅草寺白鷺の舞

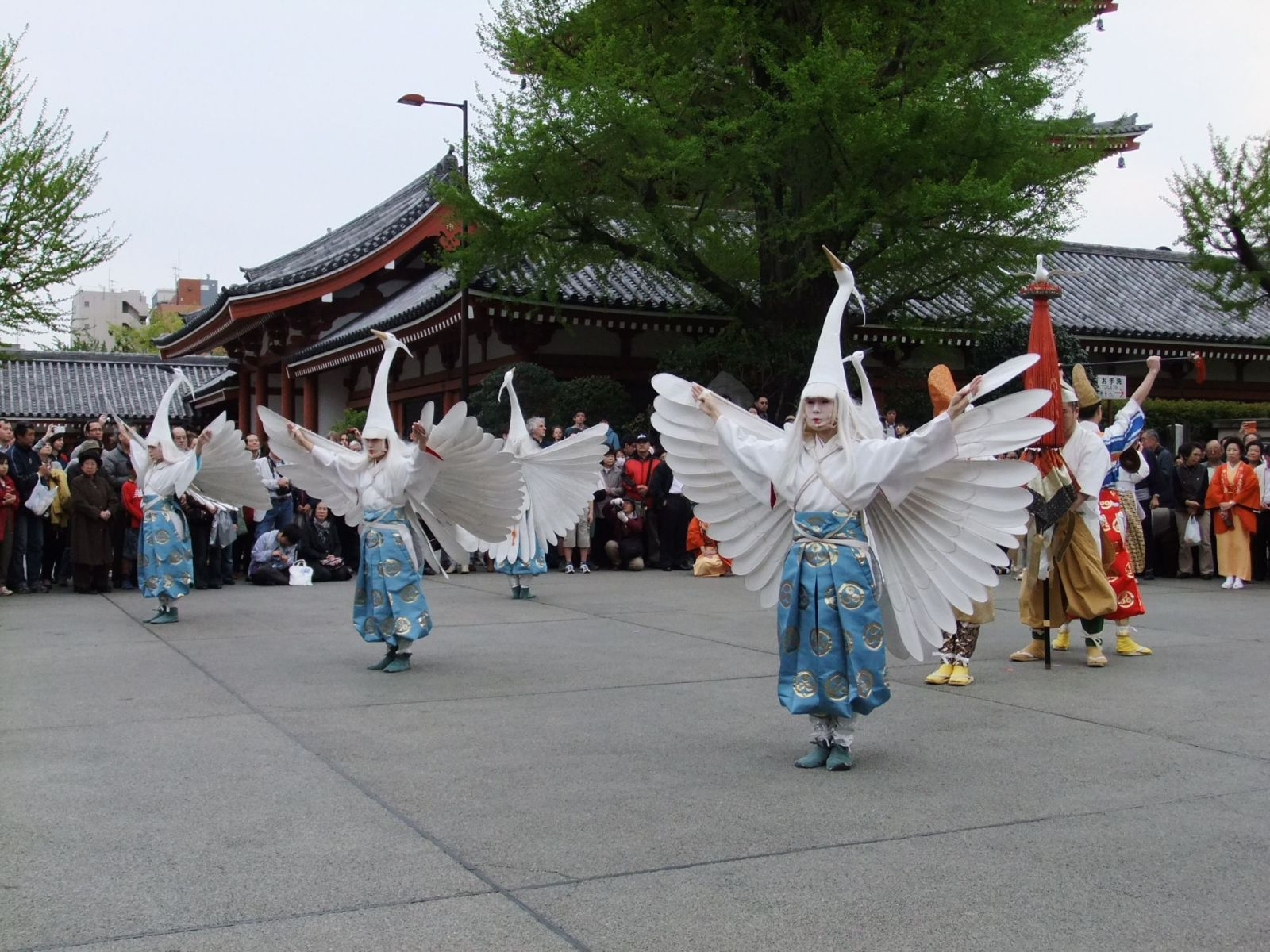
東京・浅草寺の白鷺の舞。

1968年（昭和43年）から浅草観光連盟が東京100年記念行事として創始したものであるが、浅草寺における鷺舞は1652年（慶安5年-承応元年）における『浅草寺慶安縁起絵巻』に因んだものであり、歴史的につながりがある。尚、この白鷺の舞は毎年11月に奉納され、他の鷺舞とは時期が異なる。

## 山口祇園祭鷺の舞
室町時代から始まったとされ、山口市内の八坂神社祇園祭で奉納される。京文化に造詣が深かった大内弘世が京都から八坂神社を勧請した際、同時に伝習されたもので、夏の疫病除けを祈願して始められた。雌雄一対の白鷺が舞を奉納する。県指定無形文化財。前述したように、この山口における鷺舞が津和野に伝わっているが、津和野と比較するとお囃子などはあまり用いられず、派手さは見られないものである。